# Iván Márquez (volley-ball)
Pour l’article homonyme, voir Iván Márquez pour le guérillero colombien.

Iván Márquez est un joueur vénézuélien de volley-ball né le 4 octobre 1981 à Caracas. Il mesure 2,05 m et joue Central ou attaquant. Il totalise plusieurs sélections en équipe du Venezuela.

## Clubs
| Club                | Pays     | De         | À          |
| ------------------- | -------- | ---------- | ---------- |
| Knack Roeselaere    | Belgique | 2004-2005  | 2006-2007  |
| Olympiakos Le Pirée | Grèce    | 2007-2008  | 2007-2008  |
| DAK Lamía           | Grèce    | 2008-2009  | 2008-2009  |
| Tonno Vibo Valentia | Italie   | 2009-2010  | 2009-2010  |
| Tourcoing LM        | France   | avril 2010 | avril 2010 |

## Palmarès
- Championnat de Belgique (3)
  - Vainqueur : 2005, 2006, 2007
- Coupe de Belgique (2)
  - Vainqueur : 2005, 2006